# 爪剑行动
爪剑行动（土耳其語：Pençe-Kılıç Operasyonu）是土耳其空军於2022年11月20日發動的空袭，空襲目標包括敘利亞民主力量位於叙利亚北部的陣地、叙利亚军队位於阿勒颇省、拉卡省、哈塞克省的陣地、库尔德斯坦工人党位於伊拉克北部的阵地。空袭的目的是報復2022年伊斯坦布尔爆炸案，土耳其政府聲稱該爆炸案的幕後主使是库尔德分离主义者 。

## 過程
11月20日午夜前后，土耳其飞机对叙利亚北部和伊拉克发动了一系列空袭，炸死了36名敘利亞民主力量和叙利亚士兵以及哈瓦尔通讯社驻叙利亚记者Essam Abdullah。 
11月21日，敘利亞民主力量朝土耳其發射火箭彈，两名土耳其平民身亡。 1名土耳其士兵被打死，7人受伤。 
11月22日至23日，土耳其空军轟炸哈塞克省的石油和天然气能源基础设施。 
11月23日，8名敘利亞民主力量士兵被打死。 
11月27日，土耳其空军再度轰炸敘利亞民主力量和叙利亚军队位於叙利亚北部的阵地。5名叙利亚士兵丧生。 

## 後續
11月29日至30日，叙利亚政府军和伊朗支持的民兵在阿勒颇北部乡村部署了T-90主戰坦克、运兵车和数百名士兵。俄罗斯军队在阿布拉村南部建立了一个军事哨所，数十名士兵和野战炮駐扎於此。 
12月6日，土耳其向敘利亞民主力量下達最後通牒，要求該組織在2周內离开曼比季、泰勒里法特和科巴尼地区，否则土耳其將發動新的地面攻势。 
12月19日，土耳其军队決定恢复與俄羅斯一同開展的聯合巡邏行動，巡邏地點位於叙利亚北部第二缓冲区。自爪剑行动开始以来，聯合巡邏行動一直处于暂停状态。 

## 反應

### 土耳其和敘利亞民主力量
為應對可能隨時到來的土耳其全面進攻，敘利亞民主力量总司令決定暂停打擊伊斯兰国。 11月28日，敘利亞民主力量总司令表示該組織注意到土耳其增援部队已在土耳其-敘利亞邊境地區集結。 
土耳其总统雷杰普·塔伊普·埃尔多安表示，土耳其对叙利亚北部库尔德民兵组织的空袭只是开始，該國将在合适的时候开展地面行动。 11月28日，土耳其官员表示，土耳其军队仅需数天準備就能立即全面進攻敘利亞。 

### 国际
伊朗：阿里·哈梅內伊向埃尔多安发出警告，指出土耳其發起的军事行動嚴重影響地區安全。一名黎巴嫩官员表示，伊朗试图讓叙利亚总统巴沙尔·阿萨德和土耳其总统塔伊普·埃尔多安會面。然而一名土耳其政府高级官员表示伊朗當局實際上敵視土耳其，所以伊朗不可能出面调解，反倒是俄罗斯在幕後調解，但目前暫無進展。
美国：五角大楼反对土耳其采取任何军事行动。约翰·柯比在新闻发布会上表示，雖然土耳其有權保護自己的公民不受侵犯，但土方發動越境軍事行動反而不利於敘利亞民主力量打擊伊斯蘭國。
賽普勒斯、德国和瑞典等地出現了支持库尔德人、反對土耳其空襲的抗議活動